# José Ruvalcaba (tuffatore)
José Jonathan Ruvalcaba Peralta (1º marzo 1991) è un tuffatore messicano naturalizzato dominicano.
Ha rappresentato il Messico ai Campionati mondiali di nuoto di Kazan' 2015 nel concorso dei tuffi dalla piattaforma 10 metri. Ai Giochi panamericani di Torono 2015 ha vinto la medaglia di bronzo dalla piattaforma 10 metri.

## Palmarès
- Giochi panamericani

Toronto 2015: bronzo nella piattaforma 10 m.
Santiago del Cile 2023: argento nel trampolino 1m.